# Genseric

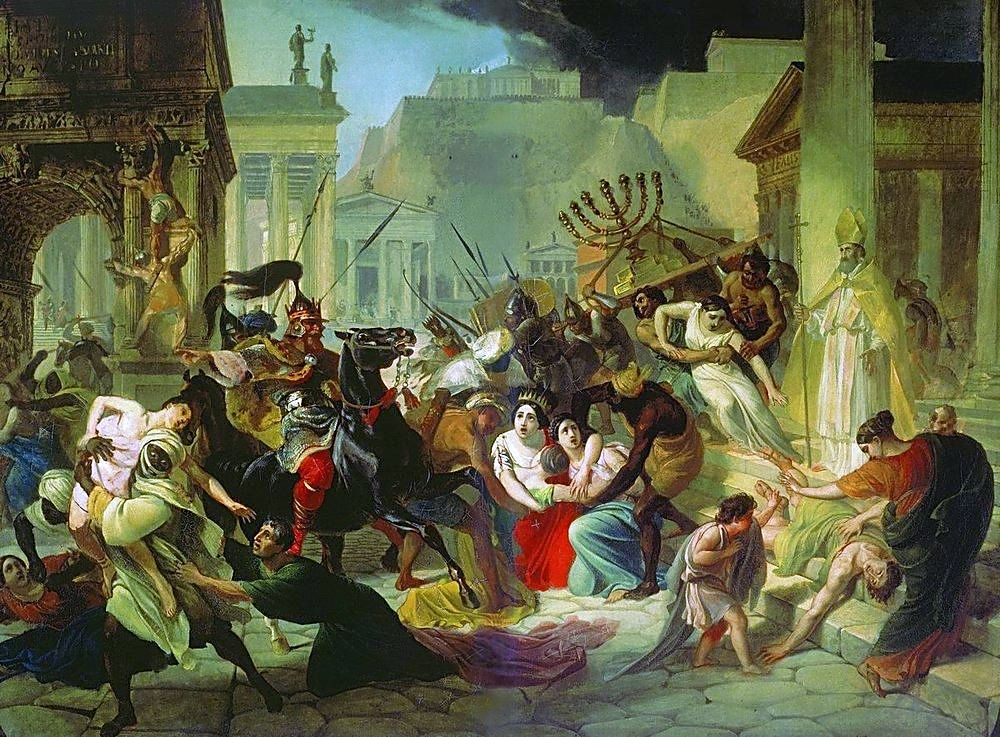
Genseric jefuind Roma, pictură de Karl Briullov

Genseric sau Geiseric (n. 389 d.Hr., Lacul Balaton, Ungaria – d. 477 d.Hr., Cartagina⁠(d), Exarchate of Africa⁠(d), Regatul Vandal⁠(d)) a fost rege al vandalilor și al alanilor (428 - 477) și un personaj cheie în căderea Imperiului Roman de Apus. În timpul celor 50 de ani de domnie a ridicat un trib nesemnificativ la rangul de putere mediteraneană, însă, după moartea sa a intrat în declin.
La succedat pe Gunderic, fratele său, într-un moment când vandalii erau așezați în Hispania Baetica (Andaluzia, Spania actuală). Mai apoi, Genseric și-a transportat tot poporul, aproximativ 80.000 de oameni, în Africa de Nord în 428. A fost invitat de către guvernatorul roman Bonifaciu, care a dorit să folosească puterea militară a vandalilor în lupta sa împotriva guvernului imperial.
A pornit împotriva lui Bonifaciu, i-a învins armata în anul 430, iar apoi a zdrobit forțele comune ale imperiilor romane, care au fost trimise împotriva lui. În 435 Genseric a încheiat un tratat cu romanii sub care vandalii păstrau Mauritania și o parte din Numidia ca foederati (aliați) ai Romei. Într-o mișcare surpriză la 19 octombrie 439, Genseric a capturat Cartagina, dând o lovitură devastatoare puterii imperiale. Într-un tratat cu Roma din 442, vandalii au fost recunoscuți ca fiind conducători independenți ai Byzacenei și o parte din Numidia. Flota lui Genseric a controlat o mare parte din vestul Mediteranei, cu care a anexat Insulele Baleare, Sardinia, Corsica, Malta și Sicilia.

## Ascensiunea
Genseric, al cărui nume înseamnă rege-suliță, a fost un fiu nelegitim al regelui Godigisel, se presupune că ar fi fost născut în apropierea lacului Balaton (în prezent Ungaria) în jurul anului 389. După moartea tatălui său, Genseric a fost al doilea om cel mai important dintre vandalilor, după noul rege, fratele său vitreg, Gunderic. După moartea lui Gunderic în 428, Genseric a fost ales rege.
A început imediat să caute modalități de creștere a puterii și bogăției oamenilor lui, mutându-și reședința în provincia romană Hispania Baetica, în sudul Hispaniei. Vandalii au avut mult de suferit din pricina atacurilor vizigoților mai numeroși, și nu mult timp după luarea puterii, Genseric a decis să părăsească. De fapt, el pare să fi început construirea unei flote vandale, chiar înainte de a deveni rege.

## În Africa
Beneficiind de avantajul unei dispute între Bonifaciu, guvernatorul roman din Africa de Nord, și Aetius, Genseric și-a transportat în anul 429 tot poporul său (80,000 de oameni) în toată Africa.  A câștigat multe bătălii de-a lungul apărătorilor romani slabi și divizați, depășind rapid teritoriul care cuprinde acum Marocul și Algeria de nord. Armata sa vandală a asediat orașul Hippo Regio (Sfântul Augustin, episcopul orașului, murind în timpul asediului), luându-l după 14 luni de lupte îndelungate. O pace între Genseric și împăratul roman Valentinian al III-lea a fost încheiată pe 11 februarie 435, prin care se recunoaștea statutul de rege peste terenurile și oamenii săi, oprind atacurile asupra Cartaginei, de asemenea își trimite fiul, Huneric, ca ostatic la Roma.
La 19 octombrie 439, forțele Imperiului de Vest fiind implicate în Galia, Genseric a intrat în posesia Cartaginei, probabil prin intermediul unei trădări. Populația romană a fost capturată cu ușurință, de asemenea, Genseric preia comanda unei mari părți din flota romană ancorată în portul din Cartagina. Episcopul catolic al orașului, Quodvultdeus, a fost exilat la Napoli, din moment ce Genseric a cerut ca toți consilierii apropiați să urmeze forma ariană a creștinismului. Cu toate acestea, Genseric a dat libertatea de religie catolicilor, în timp ce insista ca elita regimului să urmeze arianismului. A pretins impozite mai mici populației, cea mai mare parte a presiunii fiscale a fost dusă de familiile bogate romane și clerul catolic.
Cu flota proprie, vandalii au amenințat acum stăpânirea Imperiului din Marea Mediterană de vest. Cartagina, între timp, a devenit noua capitală vandală și un dușman al Romei pentru prima dată după războaiele punice. Vandalii au supus în curând Sicilia, Sardinia, Corsica și Insulele Baleare, simultan Genseric a consolidat apărarea vandală și a flotei, precum și pozițiile arienilor și a catolicilor.
În 442, romanii au recunoscut regatul vandal ca un stat independentă, mai degrabă decât o filială de dominație romană. Zona din Algeria care a rămas independentă de vandali, s-a transformat dintr-o provincie romană într-un aliat. Pentru următorii 30 de ani, Genseric și soldații săi au navigat în sus și în jos pe Mediterana, trăind ca și pirații.

## Consolidarea și sfârșitul vieții
În 455, împăratul roman Valentinian al III-lea a fost ucis la ordinul lui Petronius Maximus, care a uzurpat tronul. Genseric a fost de părere că acest eveniment a anulat tratatul de pace cu Valentinian din 442, iar pe 31 mai, el și oamenii lui au debarcat pe teritoriul Italiei și au mărșăluit spre Roma, unde Papa Leon cel Mare l-a implorat să nu distrugă orașul vechi sau să-i ucidă locuitorii. Genseric a fost de acord și porțile Romei au fost larg deschise pentru el și oamenii lui.
Maximus a fugit mai degrabă decât să lupte cu vandalul, fiind ucis de un grup de romani din afara orașului. Deși istoria își amintește de jaful vandal al Romi ca fiind extrem de brutal, în realitate, vandalii nu au provocat distrugeri mari orașului. Cu toate aceasta, a luat aurul, argintul și multe alte lucruri de valoare din oraș. De asemenea, le-a luat ostatice pe împărăteasa Licinia Eudoxia, văduva lui Valentinian, și fiicele sale, Eudochia și Placidia. Mulți oameni importanți au fost luați ostatici pentru mai multe bogății. Eudochia s-a căsătorit cu fiul lui Genseric, Huneric, după sosirea în Cartagina, ei fiind logodiții mai devreme cu un act de solidificare a tratatului din 442.
În 468, regatul lui Genseric a fost ținta efortului concentrat ale celor două jumătăți ale Imperiului Roman. Aceștia au dorit să-i supună pe vandali și să încheie raidurile acestor pirați. Genseric a învins flota estică romană comandată de Basiliscus la Cap Bon. Potrivit lui Procopius, forță invadatoare totală a constat din 100.000 de oameni, cu o flotă adusă din întreaga Mediterană de est. Genseric a trimis o flotă de 500 de nave împotriva romanilor, dar a pierdut 340 dintre acestea, în primul angajament, dar a reușit să distrugă 600 de nave romane în cel secund. Romanii au abandonat campania, iar Genseric a stăpânit Mediterana de vest până la moartea sa, pronunțându-se de la strâmtoarea Gibraltar până în Tripolitania.
În urma înfrângerii bizantine, vandalii au încercat să invadeze Peloponezul, dar au fost respinși de către manioți la Kenipolis cu pierderi grele. Din dorința de răzbunare, vandalii au luat 500 de ostatici din Zakynthos, pe care i-a tăiat în bucăți, și i-a aruncat peste bord în drumul spre Cartagina. În 474, Genseric a făcut pace cu Imperiul Roman de Răsărit.
În cele din urmă, pe 25 ianuarie 477 Genseric moare în Cartagina la impresionanta vârstă de 88 de ani.

## În cultura populară
- Genseric este jucat de Götz Otto în 2010 în miniserialul de televiziune Sant'Agostino.
- Liderul socialist american din secolul al XIX-lea, Daniel De Leon, și-a numit cel mai tânăr fiul, "Genseric". Potrivit unui fiu mai în vârstă, Solon De Leon, aceasta a fost "deoarece regele vandal l-a făcut pe Papă să-i sărute degetele de la picioare"[10].